# Enneapterygius elegans
Enneapterygius elegans es una especie de pez de la familia Tripterygiidae en el orden de los Perciformes.

## Morfología
• Los machos pueden llegar alcanzar los 4 cm de longitud total.

## Hábitat
Es un pez de mar  y de clima tropical y asociado a los  arrecifes de coral que vive hasta los 12 m de profundidad.

## Distribución geográfica
Se encuentra desde el Océano Índico occidental central hasta el Pacífico central.